# Bourbon mnie wypełnia
Bourbon mnie wypełnia – singel Kazika Staszewskiego promujący album Piosenki Toma Waitsa. Wydany w 2003 roku nakładem wydawnictwa Luna Music.

## Lista utworów
1. Bourbon mnie wypełnia
2. Bourbon mnie wypełnia – wersja konkluzywna
3. Bóg wyjechał w interesach – wersja inna
4. Bourbon mnie wypełnia – wersja I
5. Czekając na wczoraj
6. Bourbon mnie wypełnia – wersja domowa
7. No klaszcz! – wersja Mirasa Kolaby
8. Bourbon mnie wypełnia – wersja II
9. Telefon z Istambułu
10. Bourbon mnie wypełnia – wersja III
11. Bóg wyjechał w interesach – wersja yass
12. Bourbon mnie wypełnia – mix 22
13. Tuż za oknem mym – wersja extra

słowa: Tom Waits
muzyka: Tom Waits
tłumaczenie: Roman Kołakowski